# Huszka Jenő

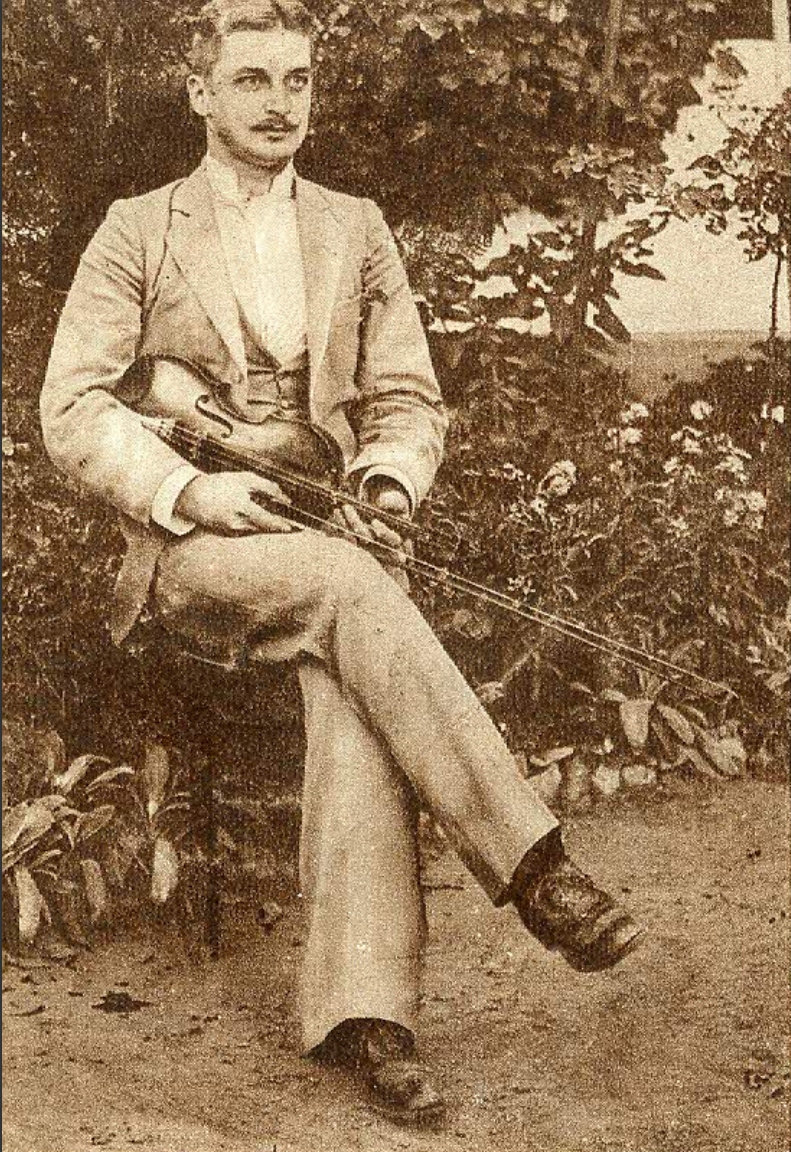
Ifjúkori portréja az Állami Déryné Színház Mária főhadnagy című kiadványában

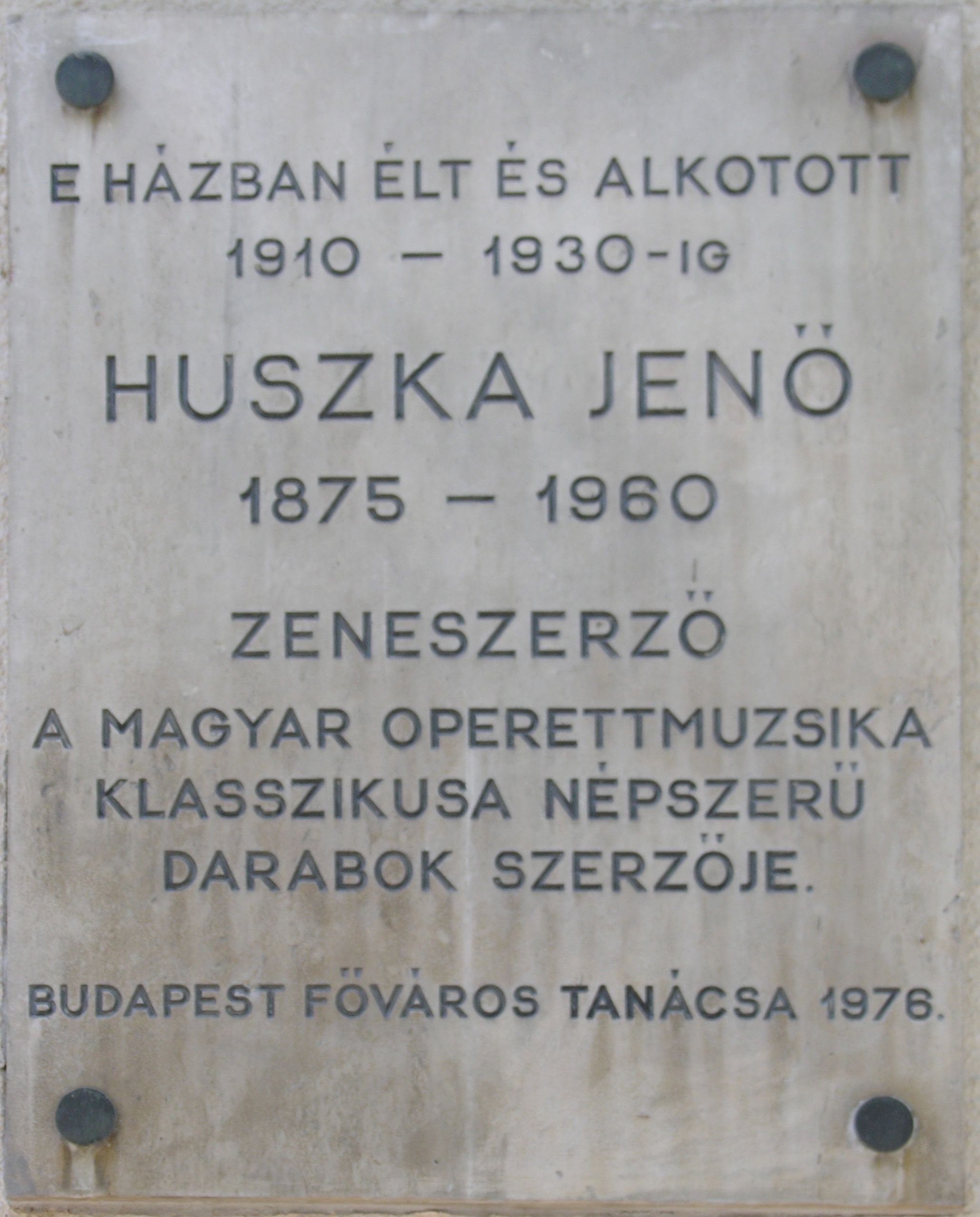
Huszka Jenő emléktáblája egykori lakhelyén, a Bartók Béla út 15/a–c szám alatt

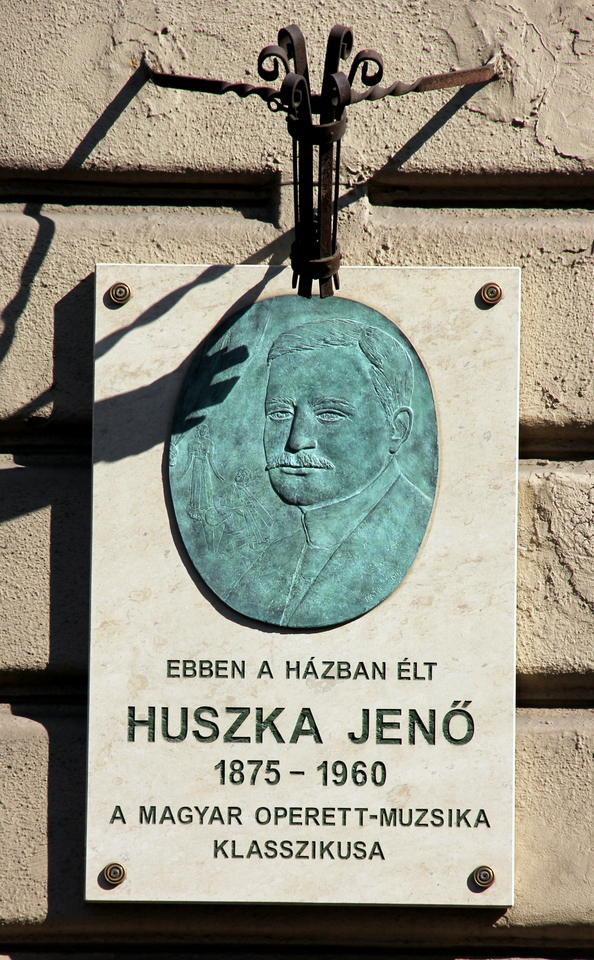
Emléktáblája időskori lakása házfalán, Budapest II., Fő utca 15.

Huszka Jenő (Szeged, 1875. április 24. – Budapest, 1960. február 2.) magyar zeneszerző, hegedűművész, jogász.

## Életútja
Szegedi törvényszéki bíró édesapja, a nemesi származású pusztaferencszállási Huszka Ödön tanította először a csodagyereket hegedülni. Édesanyja a római katolikus vallású Burger Etelka (1855–1922) volt. A házaspár három gyermeke közül Jenő volt a legidősebb. Apja otthon gyakran zenélt, többnyire fuvolán játszott. Jenő további hegedűtanulmányait a szegedi Városi Zenedében folytatta, ahol hamar kitűnt tehetségével. Önszorgalomból zongorázni is megtanult, bár erre szülei nem ösztönözték.

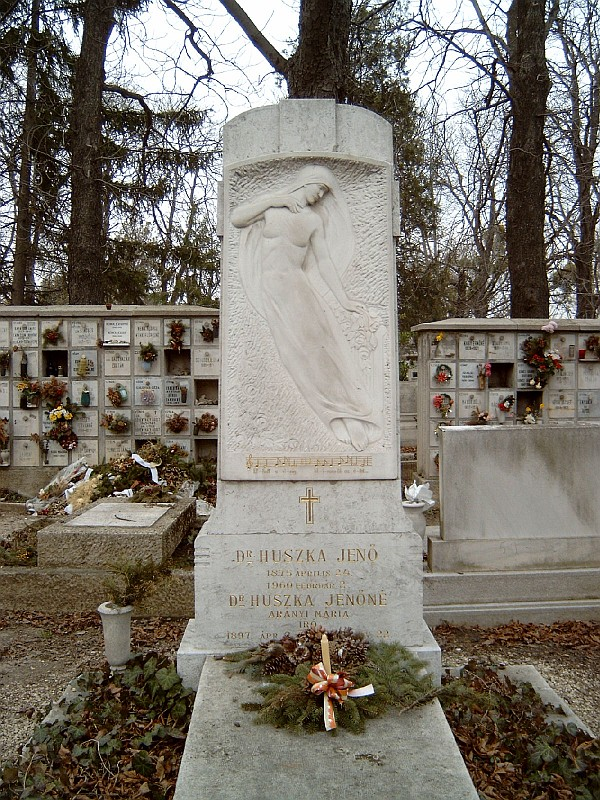
Huszka Jenő és második felesége, született Arányi Mária sírja Budapesten. Farkasréti temető: 41-1-19/20. Alkotó: Kisfaludi Strobl Zsigmond

Diákkorában két színpadi művet írt, az egyik a „Párbajhősök”, amit színházban soha nem mutattak be, de családi körben sikert aratott. A következő műve, a „Levél” című vígjáték, egy szerelmi történet. Merész ötlettel elküldte postán Paulay Edéhez a Nemzeti Színházba, aki rövidesen megküldte elutasító levelét. Huszka Jenő Paulay levele alapján alaposan elemezte művét, és feljegyezte, miben talált hibát. Paulay fel sem tételezte, hogy egy kamasz diák első szárnypróbálgatását olvashatja.
Érettségi után, 1893-ban a pesti egyetemre ment joghallgatónak, de közben beiratkozott a Zeneakadémiára is, ahol Hubay Jenő és Koessler János tanítványa lett. Ebben az időben koncertszervezéssel is foglalkozott, egyik koncertjén lépett először nyilvánosság elé az akkor 18 éves Dohnányi Ernő. 1896-ban végzett mind jogi, mind zenei tanulmányaival. Bár kinevezték a Vallás- és Közoktatásügyi Minisztérium díjtalan fogalmazógyakornokának, ő egy év fizetetlen szabadságot kért, hogy Párizsba utazhasson. A Lamoureux-zenekar első hegedűseként működött, londoni vendégszereplésükön is velük volt.
1897-ben hazatért, és munkába állt a minisztériumban. Ott ismerkedett meg Martos Ferenccel, aki később a librettistája lett. 1898-ban volt első színpadi művének premierje: a Tilos a bemenet! című zenés bohózat szövegét Mérei Adolf írta.
Megismerkedett az akkor még ismeretlen Fedák Sárival, és számára írta következő darabját. Az 1902. december 20-án bemutatott Bob herceg hatalmas siker lett; ez volt az első magyar operett, amelyet külföldön is műsorra tűztek.
Első feleségét, Lippich Leonát 1906. szeptember 30-án vette el. Két gyermekük született, Éva és Lilly. 1921-ben elváltak. Második felesége Arányi Mária volt, akivel 1928-ban házasodtak össze. Gyermekük, Jenő 1930. április 4-én született.
Huszka Jenő 1960. február 2-án tüdőgyulladásban, éjjel kettőkor felesége, Arányi Mária karjai közt hunyt el, 84 évet élt. Sírja a Budapesti Farkasréti temetőben található.

## Művei
- Tilos a bemenet (Mérei Adolf), énekes bohózat (1899. szeptember 2.)
- Bob herceg (Martos Ferenc és Bakonyi Károly), operett (1902. december 20.)
- Aranyvirág (Martos Ferenc) (1903. november 6.)
- Gül Baba (1905. december 9.)
- Tündérszerelem (1907. december 20.)
- Rébusz báró (Herczeg Ferenc-Martos Ferenc) (1909. november 20.)
- Nemtudomka (Martos Ferenc) (1914. január 14.)
- Lili bárónő, operett (1919. március 7.)
- Hajtóvadászat (1926. október 20.)
- Erzsébet (Szilágyi László) (1939. január 5.)
- Gyergyói bál (1941. január 4.)
- Mária főhadnagy, operett (1942. szeptember 24.)
- Szép Juhászné (Kristóf Károly), daljáték (1954. december 19. Magyar Rádió; 1955. május 8. Szeged)
- Szabadság, szerelem (Háy Gyula – Fisher Sándor Jókai Mór után) (1955. április 1.)

## Operettjeinek filmváltozatai
- Gül Baba (rendezte Nádasdy Kálmán) 1940
- Erzsébet királyné (rendezte Podmaniczky Félix) 1940
- Bob herceg (rendezte Kalmár László) 1941
- Zenélő malom[8] (rendezte ifj. Lázár István) 1943
- Gábor diák[9] (rendezte Kalmár László) 1955
- Bob herceg (rendezte Keleti Márton) 1972
- Lili bárónő (rendezte Kalmár András) 1975

## Népszerű dalai
- Londonban, hej, van számos utca (Bob herceg)[10]
- Dal az első szerelmes csókról (Bob herceg)
- Ott túl a rácson (Gül Baba)
- Leila keringője (Gül Baba)
- Darumadár fönn az égen (Gül Baba)
- Szellők szárnyán (Lili bárónő)
- Egy kis cigaretta, valódi, finom (Lili bárónő)
- Tündérkirálynő, légy a párom (Lili bárónő)
- Délibábos Hortobágyon (Mária főhadnagy)
- Rózsám, viruló kis rózsám (Erzsébet)
- Doktor úr, a maga szíve sose fáj (Szabadság, szerelem)